# 菲利普·安斯沃思
菲利普·安斯沃思（英語：Phillip Ainsworth，？—），澳大利亚男子赛艇运动员。他曾代表澳大利亚参加1977年世界赛艇锦标赛，获得男子轻量级八人单桨有舵手铜牌。